# Chikkammanahalli, Belur
Chikkammanahalli là một làng thuộc tehsil Belur, huyện Hassan, bang Karnataka, Ấn Độ.